# The Rebellious Bride
Pour plus de détails, voir Fiche technique et Distribution.
The Rebellious Bride (littéralement : La Mariée rebelle) (titres de travail : The Unkissed Bride ou The First Man) est un film muet américain réalisé par Lynn Reynolds, sorti en 1919.

## Fiche technique
- Titre : The Rebellious Bride
- Titres de travail : The Unkissed Bride ou The First Man
- Réalisation : Lynn Reynolds
- Scénario : Charles Kenyon, d'après une histoire de Joseph Anthony Roach
- Photographie : Friend Baker
- Producteur : William Fox
- Société de production :  Fox Film Corporation
- Société de distribution :  Fox Film Corporation
- Pays de production :  États-Unis
- Langue : film muet avec les intertitres en anglais
- Métrage : 1 500 m (5 bobines)
- Format : Noir et blanc — 35 mm — 1,33:1 — Muet
- Genre : Comédie
- Durée : 50 minutes
- Date de sortie : 
  - États-Unis : 23 mars 1919

## Distribution
- Gladys Brockwell : Cynthy Quimby
- George Nichols : Grand-papa
- George Hernandez : Tobe Plunkett
- Pell Trenton : Arthur Calloway
- Charles Le Moyne (en) : Jeff Peters
- Kathleen Emerson : Vivian Phelps
- Lillian Langdon : Mme Calloway
- Harry Dunkinson : Jimmy O'Shay